# Municipio de Tyrone (Dakota del Norte)
El municipio de Tyrone (en inglés: Tyrone Township) es un municipio ubicado en el condado de Williams en el estado estadounidense de Dakota del Norte. En el año 2010 tenía una población de 33 habitantes y una densidad poblacional de 0,35 personas por km².

## Geografía
El municipio de Tyrone se encuentra ubicado en las coordenadas 48°19′36″N 103°40′41″O / 48.32667, -103.67806. Según la Oficina del Censo de los Estados Unidos, el municipio tiene una superficie total de 94.1 km², de la cual 94,08 km² corresponden a tierra firme y (0,02 %) 0,02 km² es agua.

## Demografía
Según el censo de 2010, había 33 personas residiendo en el municipio de Tyrone. La densidad de población era de 0,35 hab./km². De los 33 habitantes, el municipio de Tyrone estaba compuesto por el 96,97 % blancos, el 3,03 % eran amerindios. Del total de la población el 0 % eran hispanos o latinos de cualquier raza.